# Chi Giom
Melodinus là chi thực vật có hoa trong họ Apocynaceae.